# ديف كاروسو
ديف كاروسو (بالإنجليزية: Dave Caruso)‏ هو لاعب هوكي الجليد أمريكي، ولد في 18 يونيو 1982 في كوينز في الولايات المتحدة.

## وصلات خارجية
- ديف كاروسو على موقع EliteProspects.com (الإنجليزية)
- ديف كاروسو على موقع HockeyDB.com (الإنجليزية)